# Jane Kaczmarek
Jane Kaczmarek, född 21 december 1955 i Milwaukee, Wisconsin, är en Emmynominerad amerikansk skådespelerska som är mest känd för sin roll som mamman Lois i komediserien Malcolm – Ett geni i familjen. 
Hon föddes i Milwaukee i Wisconsin, men växte upp i Greendale i samma delstat. Hon bor idag i San Marino, Kalifornien.

## Karriär
Polskamerikanska Kaczmarek studerade teater på University of Wisconsin-Madison. Där blev hon bekant med Tony Shalhoub, som senare skulle bli en känd skådespelare. De två kom senare att studera dramatik på Yale University. Hon har medverkat i flera framgångsrika uppsättningar på Broadway, till exempel Lost in Yonkers och Raised in Captivity, för vilken hon vann en LA Drama Critics’ Award. I sitt första TV-framträdande, 1982, spelade hon Margie Spoletto i For Lovers Only. Hennes första, större roll var som Linda Bauer i Equal Justice från 1990–91.
Kaczamarek har medverkat i över fyrtio TV-roller, bland de mest kända kan nämnas:
- Maureen Culter, Martin Cranes (John Mahoney) flickvän i Frasier i avsnitten "Police Story" (052 - 1996) och "Dad Loves Sherry, the Boys Just Whine" (082 - 1997)
- Janet Rudman i I lagens namn i avsnittet "Censure" (414 - 1994)
- "Davids Mom", mor till David (Tobey Maguire) och Jennifer (Reese Witherspoon) i Pleasantville (1998)
- Helene Thompson i tre avsnitt av Ensamma hemma (1995–99)
- Lois, mor till Malcolm (Frankie Muniz), Reese (Justin Berfield), Francis (Christopher Masterson) och Dewey (Erik Per Sullivan), och hustru till Hal (Bryan Cranston) i 148 avsnitt av Malcolm – Ett geni i familjen mellan 2000 och 2006.
- Domare Constance Harm i sju avsnitt av The Simpsons mellan 2001 och 2007.

### Malcolm – Ett geni i familjen
År 2000 fick Kaczmarek erbjudandet att spela Lois i FOX:s nya serie Malcolm – Ett geni i familjen.
Hennes medverkan visade sig vara ett klokt val, serien blev snabbt en succé och gjorde Kaczmarek till stjärna. TV Guide kallade henne "a true breakout; a female Homer Simpson", och kritiker hyllade henne för sin komiska talang. Senare tackade Kaczmarek serien för att ha tagit fram hennes komiska sida; "[Before Malcolm], I couldn't even get auditions for comedies. I played very unfunny people."
För sin medverkan i programmet blev Kaczmarek under åren nominerad till inte mindre än sju Emmys, en för varje år. Hon nominerades även till tre Golden Globe och två Screen Actors Guild Awards, belönades med en Television Critics Association Award 2000 och 2001, samt en American Comedy Award och en Family Television Award 2001.

## Privatliv
Den 15 augusti 1992 gifte sig Kaczmarek med Bradley Whitford, känd från TV-serien Vita huset. De bor i Los Angeles med sina tre barn: Francis (född 1997), George (född 23 december 1999) och Mary Louisa (född 25 november 2002). Både Kaczmarek och Whitford är väldigt aktiva i olika välgörenhetsprojekt, och ses ofta på olika prisgalor. Hon är grundaren till "Clothes Off Our Back", som auktionerar ut kändisars kläder och skänker pengarna till behövande barn.
I april 2004 genomgick Kaczmarek en höftoperation, efter att ha lidit av kronisk artrit. Hon tillfrisknade snabbt, och använde en röntgenbild under sin Emmykampanj följande sommar, med slogan "the only Emmy nominee with an artificial hip (except for Anthony LaPaglia)."
2006 skrev Kaczmarek och Malcolm-skådespelaren Erik Per Sullivan epilogen till barnboken Together.

## Priser & nomineringar

### Golden Globe Awards
- 2001 – Best Actress in a Television Series: Musical or Comedy – Malcolm – Ett geni i familjen (nominerad)
- 2002 – Best Actress in a Television Series: Musical or Comedy – Malcolm – Ett geni i familjen (nominerad)
- 2003 – Best Actress in a Television Series: Musical or Comedy – Malcolm – Ett geni i familjen (nominerad)

### Emmy Awards
- 2000 – Outstanding Lead Actress in a Comedy Series – Malcolm – Ett geni i familjen (nominerad)
- 2001 – Outstanding Lead Actress in a Comedy Series – Malcolm – Ett geni i familjen (nominerad)
- 2002 – Outstanding Lead Actress in a Comedy Series – Malcolm – Ett geni i familjen (nominerad)
- 2003 – Outstanding Lead Actress in a Comedy Series – Malcolm – Ett geni i familjen (nominerad)
- 2004 – Outstanding Lead Actress in a Comedy Series – Malcolm – Ett geni i familjen (nominerad)
- 2005 – Outstanding Lead Actress in a Comedy Series – Malcolm – Ett geni i familjen (nominerad)
- 2006 – Outstanding Lead Actress in a Comedy Series – Malcolm – Ett geni i familjen (nominerad)

Hon nominerades till samma pris varje år serien sändes.

### Screen Actors Guild Awards
- 2001 – Outstanding Performance by a Female Actor in a Comedy Series – Malcolm – Ett geni i familjen (nominerad)
- 2003 – Outstanding Performance by a Female Actor in a Comedy Series – Malcolm – Ett geni i familjen (nominerad)

### Satellite Awards
- 2002 – Best Performance by an Actor in a Television Series – Musical or Comedy – Malcolm – Ett geni i familjen (nominerad)
- 2004 – Best Performance by an Actor in a Television Series – Musical or Comedy – Malcolm – Ett geni i familjen (vann)